# Língua comoriana
Comoriano (shikomori ou shimasiwa, a "língua das ilhas") é a língua mais utilizada em Comores, um país insular independente situado no oceano Índico, ao largo do canal de Moçambique (entre Moçambique e Madagascar) e no departamento ultramarino francês de Maiote. é um grupo de quatro dialetos Sabaki com menos influência da língua árabe do que, por exemplo, a língua suaíli. Cada ilha tem sua própria forma dialetal própria e os dialetos se dividem em dois grupos. O oriental é composto de shindzuani (falado em Ndzuwani – Anjouan) e shimaore (Maiote), O ocidental é composto do shimwali (Mwali) e shingazija (Ngazidja).
É a língua de Udzima wa ya Masiwa, o hino nacional de Comores.
O comoriano às vezes é considerado um dialeto do suaíli, embora outras autoridades o considerem uma língua distinto.

## Escrita
Não havia escrita oficial da língua até 1992, mas historicamente a língua era escrita com o alfabeto árabe. A administração colonial introduziu o alfabeto latino sem a letra Q. Usam-se as formas Bh, Dh, Dhw, Dj, Dr, Dw, Dz, Gh, Kh, Mw, Ng, Ny, Pv, Pw, XSh, Sw, Tr, Ts, Th, Tw.
Usa também e principalmente a escrita árabe com 43 símbolos.

## Amostra de texto
Em dialeto nazidja:
Ha mwakinisho ukaya ho ukubali ye sheo shaho wo ubinadamu piya pvamwedja ne ze haki za wadjibu zaho usawa, zahao, uwo ndo mshindzi waho uhuria, no mlidzanyiso haki, ne amani yahe duniya kamili.
Em português:
Todos os seres humanos nascem livres e iguais em dignidade e direitos. Eles são dotados de razão e consciência e devem agir uns em relação aos outros com espírito de fraternidade. (Artigo 1 da Declaração Universal dos Direitos Humanos)